# Calum Mallace
Calum Mallace (Torphichen, 10 januari 1990) is een Schots betaald voetballer. Hij tekende in 2012 bij Montreal Impact.

## Clubcarrière
Op 12 januari 2012 werd Mallace als twintigste gekozen in de MLS SuperDraft 2012 door Montreal Impact. Zijn debuut maakte hij op 30 juni 2012 tegen DC United. De laatste drie wedstrijden van het seizoen stond hij in de basis. Op 17 juli 2013 werd hij verhuurd aan Minnesota United FC uit de North American Soccer League. Bij Minnesota maakte hij in twaalf wedstrijden één doelpunt en gaf hij één assist. Ook behoorde hij twee keer tot het NASL team van de week. In zijn derde seizoen bij Montreal nam zijn speeltijd drastisch toe. Hij speelde in drieëntwintig competitiewedstrijden, waarin hij één doelpunt maakte en drie assists gaf.